# Добровольское сельское поселение (Воронежская область)
Добровольское сельское поселение — муниципальное образование в Поворинском районе Воронежской области.
Административный центр — посёлок Октябрьский.

## Административное деление
В состав поселения входят:
- посёлок Октябрьский,
- посёлок Калмычёк,
- посёлок Красное Знамя,
- посёлок Кривченково.